# Хмелевская, Иоанна
Иоа́нна Хмеле́вская (пол. Joanna Chmielewska), настоящее имя писательницы — Ирена Барбара Кун (пол. Irena Barbara Kühn), урождённая Ирена Барбара Иоанна Беккер (Irena Barbara Joanna Becker; 2 апреля 1932, Варшава — 7 октября 2013, Варшава) — польская писательница, автор иронических детективов и основоположница этого жанра для русских читателей.

## Биография
Иоанна Хмелевская родилась 2 апреля 1932 года в Варшаве в семье директора банка Яна Беккера (1906 — 11 марта 1983) и Янины Конопацкой (1909 — 1993). Воспитанием Иоанны занимались женщины — мать, бабушка и две тётушки, Тереса и Люцина. Особенно сильное влияние на Иоанну оказала её тётка Люцина, журналистка. Она передала племяннице массу полезных знаний, в частности, занималась с ней французским.
Из-за оккупации Польши Третьим Рейхом Иоанне пришлось бросить школу. Сначала школьными предметами с ней занималась всё та же Люцина, а потом, в 1943 году, Хмелевскую отдали в интернат при монастыре Воскресения Господня в Варшаве. По окончании гимназии, уже в послевоенной Польше, Хмелевская поступила на архитектурный факультет Варшавского политеха, который окончила со специальностью инженера-архитектора. Великим архитектором она себя никогда не считала. Однажды, будучи во Франции, она увидела небольшую часовню в Орли и поняла: такого ей никогда не создать. Хмелевская оставила свою профессию и с тех пор зарабатывала писательским трудом. В 1964 году из-под её пера вышел роман «Клин клином», всего же за свою жизнь она написала порядка 60 книг — детективных романов и книг публицистического характера, включая «Автобиографию» в семи частях.
Иоанна Хмелевская — обладательница множества литературных премий, в том числе Премии Председателя Совета Министров за творчество для детей и юношества (1989), двукратный лауреат премии «АО ЭМПиК» (крупнейшая в Польше книготорговая сеть) (2000, 2001).
Хмелевская прекрасно играла в карты и азартные игры: она утверждала, что научилась играть в карты раньше, чем говорить. Её хобби были бридж, бега, коллекционирование янтаря и марок, изготовление бус из ракушек, гадание на картах, составление композиций из сухих трав. Пани Иоанна умела также стрелять, вышивать и водить машину.
Скончалась утром 7 октября 2013 года в Варшаве на 82-м году жизни. Похоронена на кладбище Старые Повонзки.

### Личная жизнь
Официально Хмелевская выходила замуж один раз — в 18 лет за молодого человека по имени Станислав, который был старше её на три года. В этом браке у неё родилось два сына — Ежи (род. в 1951) и Станислав Роберт (род. в 1956).
Ежи отучился в университете радио и электроники в Варшаве, после уехал в Алжир на заработки. Вернувшись в Польшу — одно время занимался разведением шампиньонов в теплицах, в чём ему охотно помогала Иоанна (начиная от подбора строителя теплиц до сборов продукции). После многих лет брака он развелся и женился снова на девушке, которая была значительно моложе его. От первого брака имеет дочь Каролину.
Второй сын Иоанны, Роберт, тоже уезжал на заработки в Алжир. Два раза был женат, после чего вместе со второй женой и дочерью уехал в Канаду и остался там жить. Дочь Моника родилась во втором браке. Моника имеет образование в сфере IT, вышла замуж за сокурсника, живёт в Торонто. Часто вместе с бабушкой Иоанной путешествовала по Франции или гостила в её доме в Польше.
Иоанна очень любила отдыхать во Франции — на побережье Бретани в водолечебницах.
По её собственному признанию, обожала кошек. А во многих произведениях (в том числе и автобиографии) выражает искреннее и большое восхищение немецкими овчарками.

## Экранизации и постановки
- Лекарство от любви / Lekarstwo na miłość (по книге «Клин клином»), 1966, Польша. Ч/б
- Украденная коллекция / Skradziona kolekcja (по книге «Проклятое наследство»), 1979, Польша
- Кто ты, любимая? / Kim jesteś kochanie (по книге «Роман века»), телеспектакль, 1978, Польша
- Встреча с дьяволом / Randka z diabłem (по книге «Подозреваются все»), 1999, Польша, телеспектакль
- Что сказал покойник, Россия, 1999, телесериал. В ролях: Марта Клубович, Олег Табаков, Олег Басилашвили, Александр Домогаров, Алексей Булдаков. Писательница очень расстраивалась из-за двух вещей: что Александр Домогаров, весьма известный в Польше благодаря своему участию в польских исторических фильмах, играл не Дьявола и его убили в фильме, а также из-за плохого польского перевода фильма[5].
- Samo niebo, 2001, Польша (по книге «Корова царя небесного»), 2001 год, сценарий совместный пани Хмелевской и её подруги с краковского телевидения — Марты Вегиль. Сама Хмелевская очень ругала режиссёра этого сериала и вообще постановку[6].
- Пан или пропал (по книге «Всё красное»), телесериал (выпускался в двух вариантах: 12 серий по 65 мин. общей продолжительностью около 13 часов и 16 серий по 44 мин. общей продолжительностью около 12 часов), 2003, Россия. В роли Иоанны Елена Сафонова, в роли Алиции Лариса Удовиченко, также — Валентин Смирнитский и др. Последняя роль Виталия Соломина.

## Переводы на другие языки
Книги Хмелевской массово переводились на русский и литовский языки, на болгарском, чешском, испанском и немецком вышло минимум минимум 2 перевода, на эстонском языке вышел один перевод.
Переводы на немецкий:
- Mord ist Trumpf (пол. Tajemnica, рус. Тайна). Blanvalet, München 2007, ISBN 978-3-442-36696-5.
- Mords-Stimmung (пол. Pech, рус. Невезуха (Закон постоянного невезения)). Blanvalet, München 2005, ISBN 3-442-36240-7.

Переводы на болгарский:
- Wszystko czerwone, trans. Sylwia Borisowa, Sofia: Colibri, 2005.
- Myżo, myrtyw si (Nieboszczyk mąż), trans. Sylwia Borisowa, Sofia: Colibri, 2006.

Переводы на чешский:
- All Začarovaný dom, Bratislava: Mladé Letá, 1982.
- Poplach s odkazem (пол. Upiorny legat), trans. Iva Daňková, Praha: Vyšehrad, 1985.

Переводы на испанский:
- Mala suerte (пол. Pech, рус. Невезуха), пер. Joanna Orzechowska, Barcelona: Ediciones B. — ISBN 8466615725. — ISBN 9788466615723. — 2004.
- Un Buen Cafe Mata A Cualquiera («Хороший кофе убивает любого», пол. Kocie worki, рус. Кот в мешке), пер. Joanna Orzechowska. — ISBN 8496581586. — ISBN 9788496581586. — Zeta Bolsillo. — 2006.